# Ernst Messerschmid
Ernst Willi Messerschmid (Reutlingen, 21 mei 1945) is een Duits voormalig ruimtevaarder. Messerschmid zijn eerste en enige ruimtevlucht was STS-61-A met de spaceshuttle Challenger en vond plaats op 30 oktober 1985. Tijdens de missie werd er wetenschappelijk onderzoek gedaan in de Spacelab module. 
Messerschmid begon in 1982 zijn training voor astronaut. In 1985 ging hij als astronaut met pensioen. Van 2000 t/m 2004 was hij directeur van het Europees Astronautencentrum in de Duitse stad Keulen.